# Râpele de la Văsieni
Râpele de la Văsieni reprezintă un monument al naturii de tip geologic sau paleontologic, aflat în raionul Ialoveni, Republica Moldova.
Sunt amplasate pe coasta dreaptă a văii râului Botna, la vest de spitalul din Văsieni. Ocupă o suprafață de 3 ha, sau 4,1 ha conform unor aprecieri mai recente. Obiectul este administrat de Primăria satului Văsieni.

## Descriere
Aria protejată este reprezentată de două râpe: „Râpa lui Nani” și „La Ghidrimești” care trece mai apoi în „Râpa lui Bârdan”.
În râpa estică, cea mai adâncă, se găsesc sedimente ale mării salmastre chersoniene cu faună de mactre (Mactra hersonica, M. bulgarica) și reminiscențe scheletice de hiparion. Cea de-a doua râpă găzduiește depozite deltaice cu resturi scheletice de Machairodus sp. și Gazella sp., fragmente de oase mari ale proboscidienilor și mai multe fragmente de oase fosilizate nedeterminate.

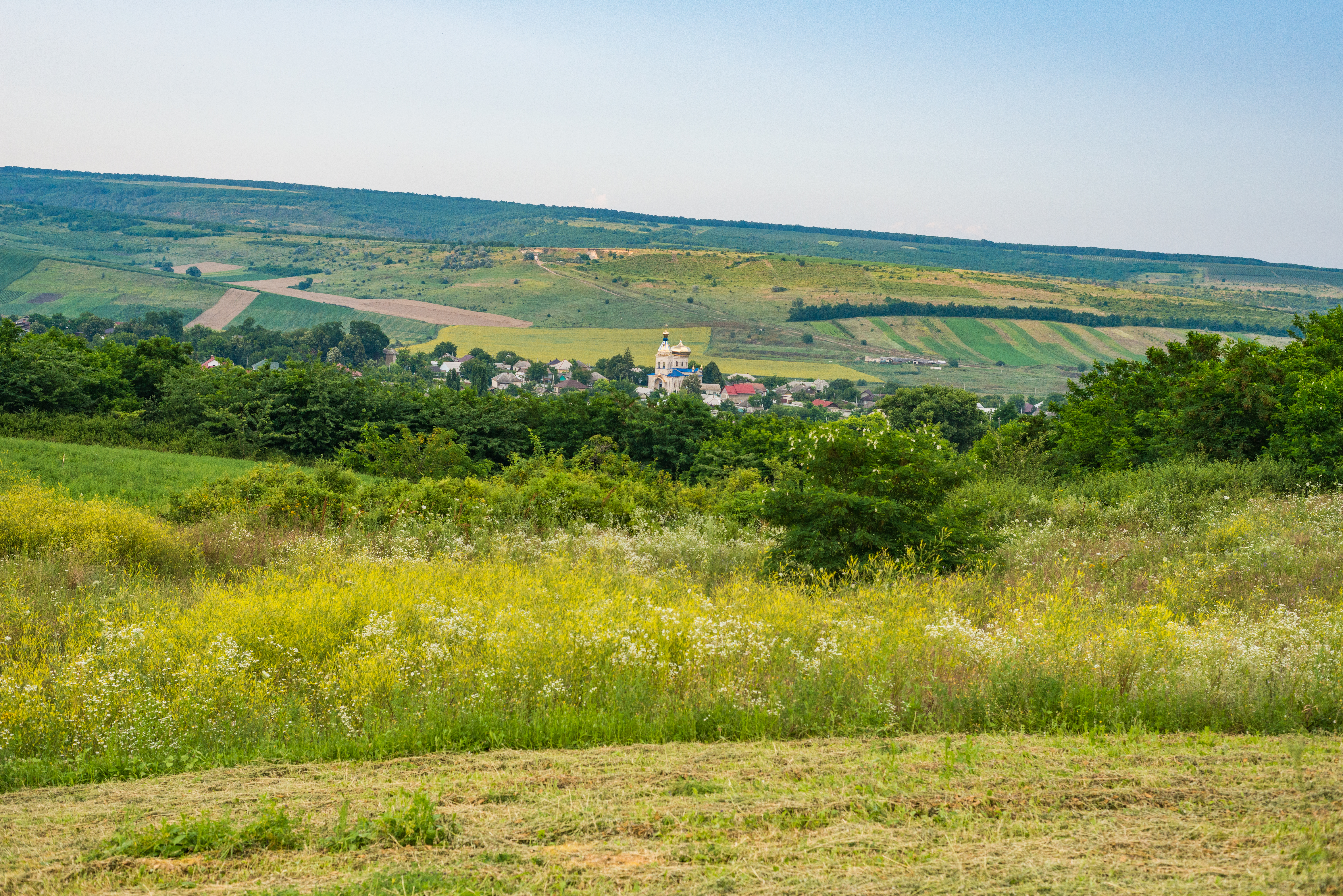
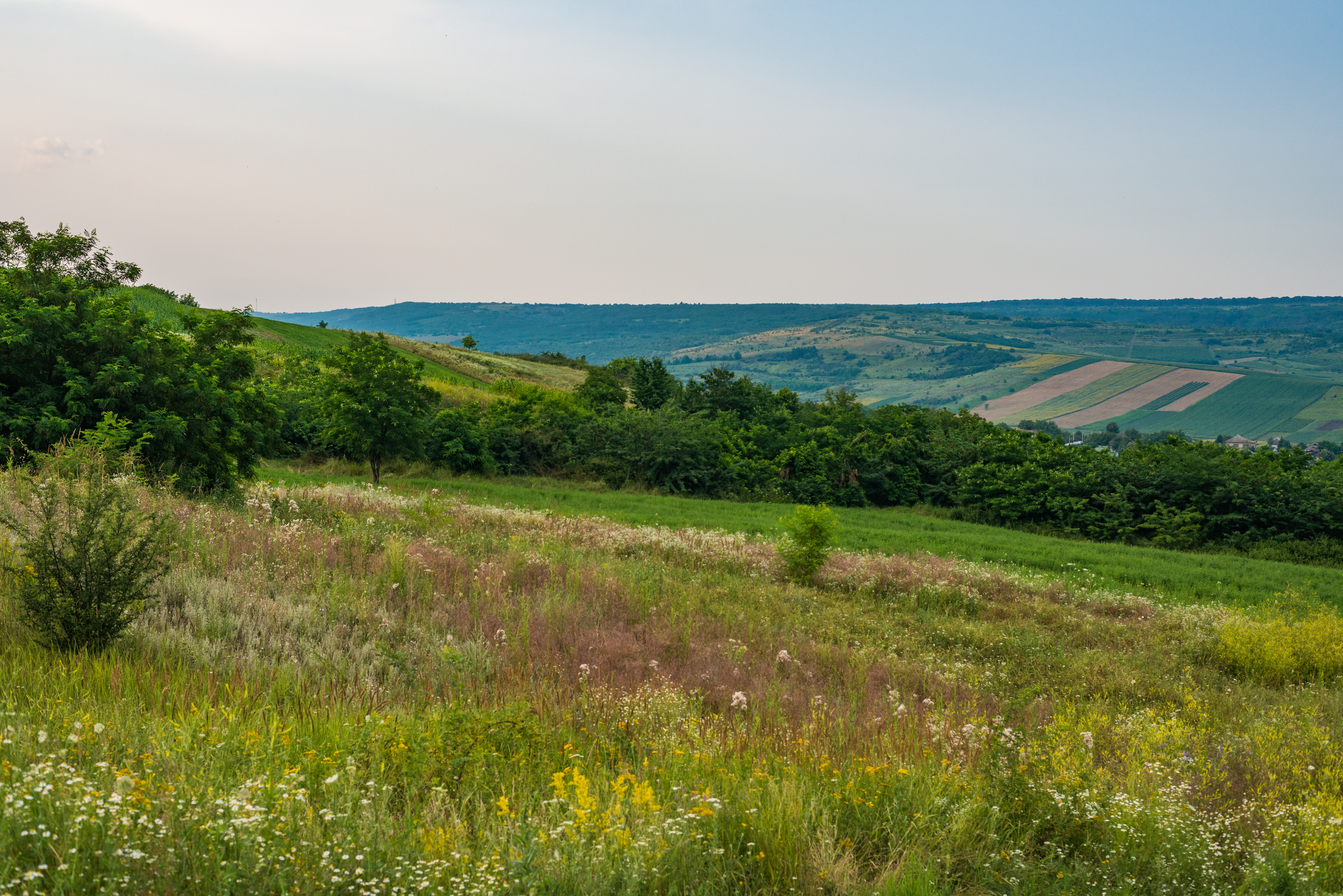
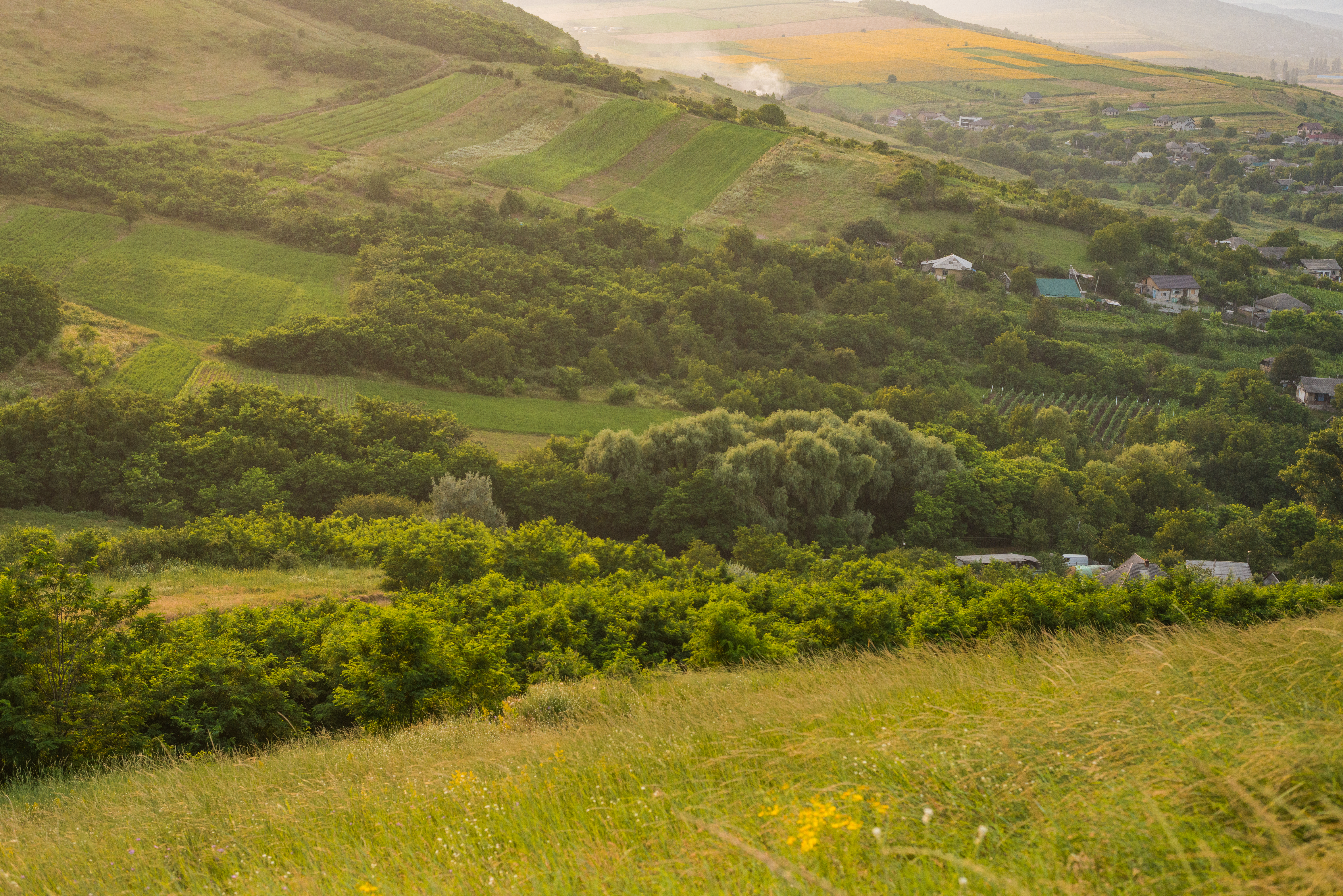
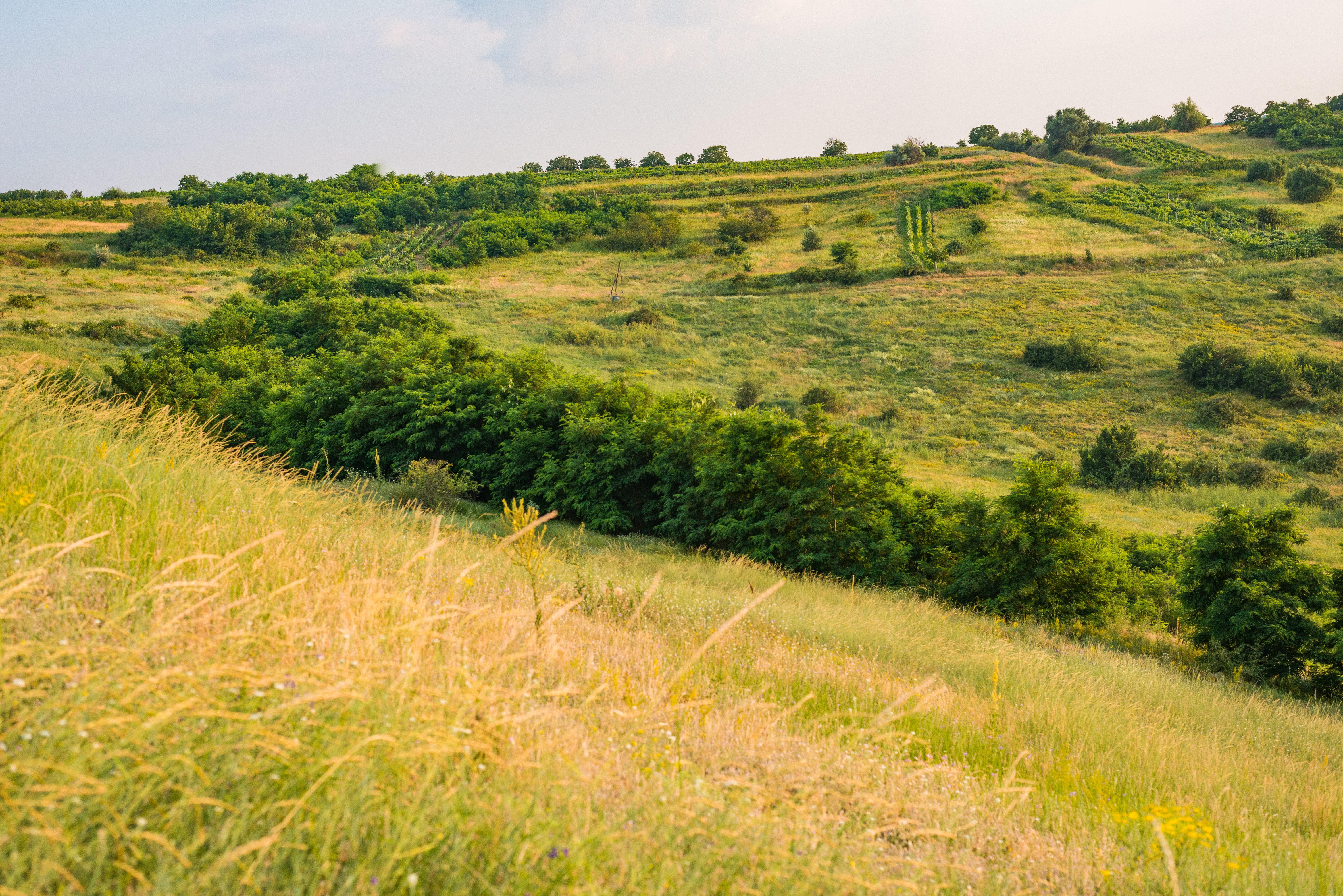

## Statut de protecție
Obiectivul a fost luat sub protecția statului prin Hotărîrea Sovietului de Miniștri al RSSM din 13 martie 1962 nr. 111, iar statutul de protecție a fost reconfirmat prin Hotărîrea Sovietului de Miniștri al RSSM din 8 ianuarie 1975 nr. 5 și Legea nr. 1538 din 25 februarie 1998 privind fondul ariilor naturale protejate de stat. Deținătorul funciar al monumentului natural era, la momentul publicării Legii din 1998, Întreprinderea Agricolă „Văsieni”, dar între timp acesta a trecut la balanța Primăriei satului Văsieni.
Aria protejată este un reper al evoluției faunei în miocenul superior de pe teritoriul actualei Republici Moldova. Conform situației din anul 2016, aria naturală nu are un panou informativ. Zona este afectată de apariția unor gunoiști.